# Vöslauer Kammgarnfabrik

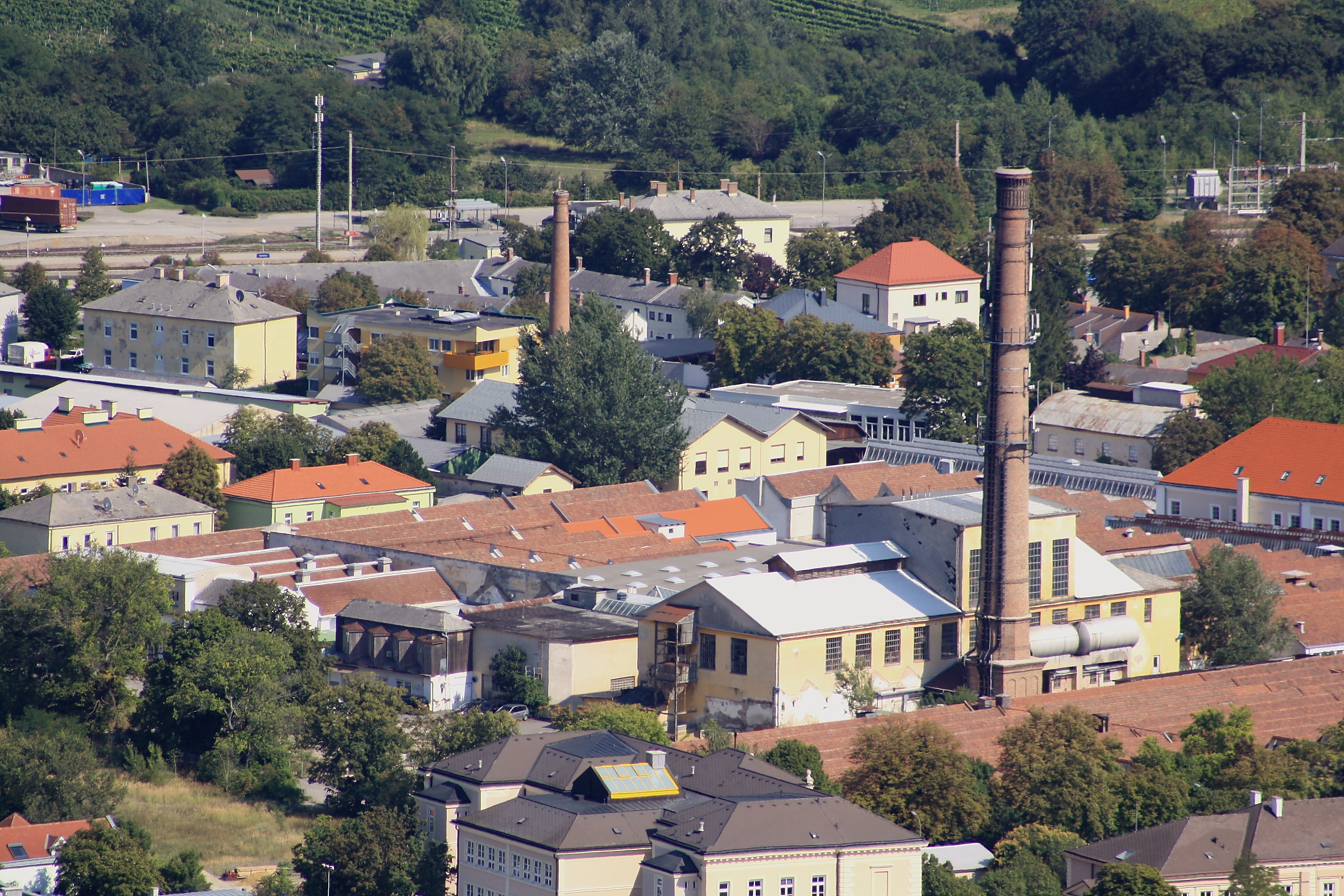
Der Gebäudekomplex der ehemaligen Kammgarnfabrik vom Harzbergturm aus gesehen

Die Vöslauer Kammgarnspinnerei war ein Textilunternehmen in Bad Vöslau in Niederösterreich.

## Geschichte
Das Unternehmen wurde 1834 in Bad Vöslau gegründet. Der Gründer war Johann Heinrich von Falkner-Geymüller, der im Besitz der Herrschaft Vöslau war, gemeinsam mit Carl Deahna und Emil Rhode. Die Fabrik wurde auf einer Grundfläche von 24.500 m² errichtet. Zwei Jahre später beschäftigte sie 240 Mitarbeiter.
1839 gab es Betriebe mit Wäschereien und Spinnereien in Wien, Budweis  und Kamnitz mit insgesamt 700 Beschäftigten. Durch den aufwändigen Lebensstil Geymüllers kam das Unternehmen zunehmend in finanzielle Schwierigkeiten, sodass es 1846 in eine Aktiengesellschaft umgewandelt wurde und in den Besitz einiger Großaktionäre kam. 1854 wurde Friedrich Schey von Koromla Direktor des Unternehmens.
Eine zweite Kammgarnspinnerei wurde im Jahr 1875 in Möllersdorf unweit von Bad Vöslau in Betrieb genommen. Ende des 19. Jahrhunderts waren die Großaktionäre die Bankhäuser Rothschild und Gutmann sowie die Creditanstalt. 1906 wurde in Kreschitz in Böhmen eine weitere Betriebsstätte errichtet. In den nächsten Jahren folgte die Übernahme von und Fusionen mit anderen Spinnereien wie die Bielitz-Bialer Kammgarnspinnerei und darauf der Brünner Kammgarnspinnerei. Bis auf 4.000 Mitarbeiter wuchs das Unternehmen bis zum Ersten Weltkrieg, wovon etwa 3.000 auf dem Gebiet der heutigen Republik beschäftigt waren.
Während des Ersten Weltkrieges kam die Produktion in den meisten Betrieben zum Stillstand, konnte jedoch nach dem Krieg wieder aufgenommen werden. Nur die Unternehmensstruktur wurde so geändert, dass die österreichischen Betriebe sowie die nun ausländischen Betriebe parallel in einer Zürcher Holding vereint waren. So waren bei der Vöslauer Ende der 1920er-Jahre zwischen 2.000 und 2.600 Beschäftigte zu verzeichnen, vor Beginn des Zweiten Weltkrieges waren es etwa 3.500 durch eine direkt zugehörige Tochterfirma in Ödenburg. Die Produktionslinie wurde in vertikaler Richtung noch um die Färbereien und Appreturen von der reinen Rohmaterialfertigung erweitert.
Auch nach dem Zweiten Weltkrieg war der Betrieb ein großer Arbeitgeber, allein in Bad Vöslau arbeiteten in den 1950er-Jahren bis zu 4.000 Beschäftigte. 1978 musste auf Grund des weltweiten Strukturwandels in der Textilindustrie die Vöslauer Kammgarnfabrik AG Konkurs anmelden.

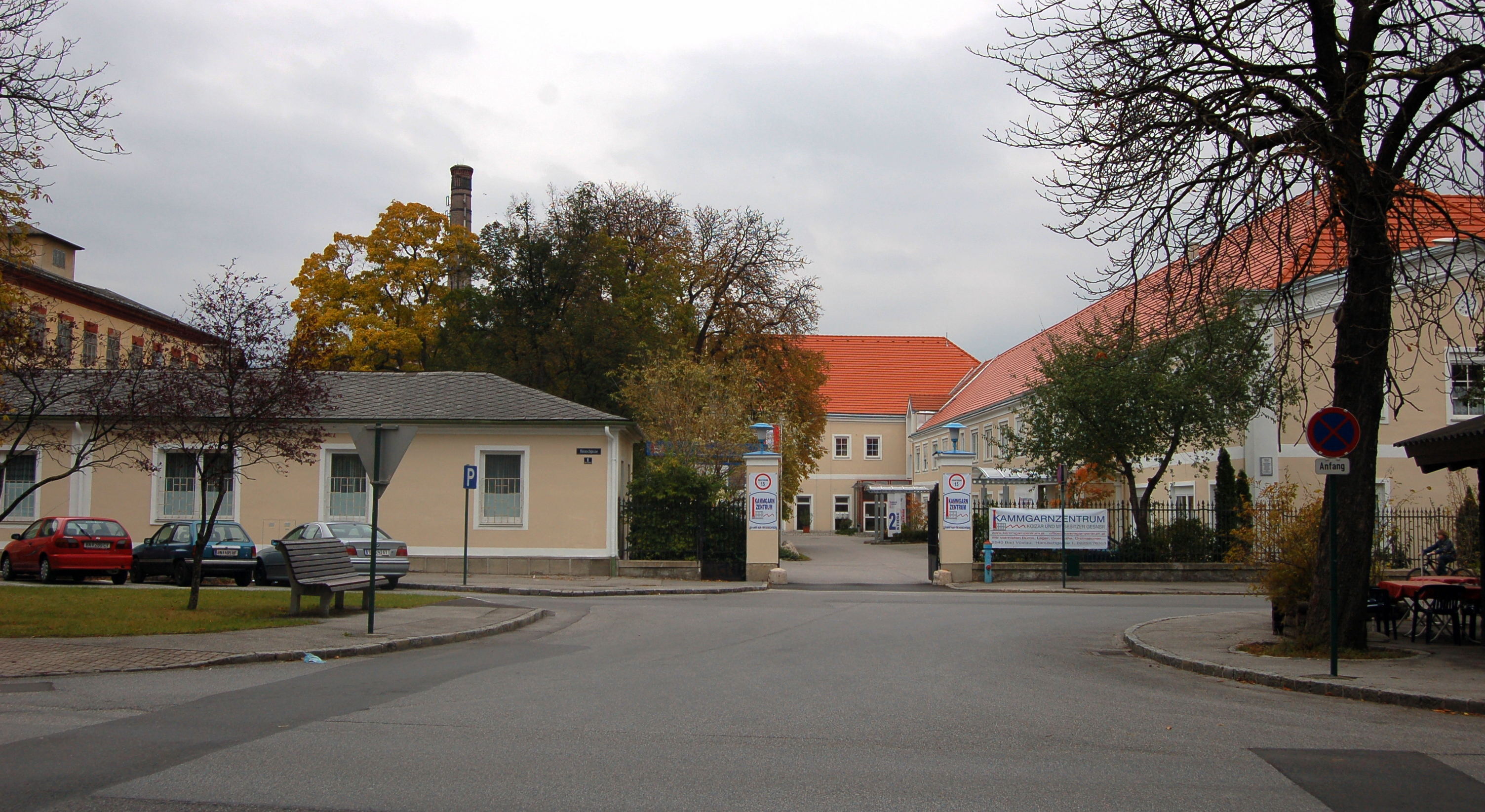
Kammgarnzentrum

1983 wurden große Teile des Fabriksareals aus der Konkursmasse an eine Investorengruppe um den Unternehmer Baumeister Manfred Koizar verkauft. Die neuen Besitzer adaptierten schrittweise die Gebäude, um diese als Lager und Büroräumlichkeiten zu vermieten. 2002 schieden Koizars Partner aus der Eigentumsgemeinschaft aus und die beiden Söhne des Baumeisters, Manfred jun. und Werner, übernahmen deren Anteile. Seither werden laufend große Investitionen getätigt, um die Bausubstanz zu verbessern. Derzeit beherbergt das mittlerweile unter dem Namen „Kammgarnzentrum“ bekannte Areal rund 40 voneinander unabhängige Mieter, darunter ein Gesundheitszentrum, in welchem mehr als 30 Ärzte und Therapeuten ordinieren, mehrere Gewerbebetriebe, ein Tierarzt, eine Tanzschule, Büros, Lagerräume usw.
Im Zweigwerk in Möllersdorf wurde das Stadtmuseum Traiskirchen eingerichtet, das noch Teile des Industriebetriebes zeigt und mit einer Museumsfläche von über 3.000 m² als das größte Heimatmuseum in Niederösterreich gilt.